# Blurb
Blurb was een in 1950-1951 onregelmatig verschijnend, Nederlands, literair tijdschrift onder redactie van Simon Vinkenoog.
In april 1950 nam Vinkenoog op 21-jarige leeftijd het initiatief. Tot 1951 verschenen acht nummers, gestencild, in een oplage van hooguit tweehonderdvijftig exemplaren.
Tot nummer 4 werd het tijdschrift door Simon Vinkenoog vanuit Parijs als een eenmanspublicatie uitgegeven. Daarna werkten nog andere experimentele schrijvers mee zoals Hans Andreus, Armando, Remco Campert, Hugo Claus, Lucebert en Paul Rodenko. Ook werd werk van Jan Hanlo, Willem Frederik Hermans en Hans Lodeizen in het blad gepubliceerd.   
Vinkenoog besloot het laatste nummer aldus: 'Dit is nummer 8 van Blurb geweest. Laten we het mooi houden, er vooral geen literatuur van maken. De eerste Juni 1951.'
In 1962 stelde Vinkenoog voor Literaire Uitgeverij De Beuk nummer 9 samen, bestaande uit een bloemlezing uit alle acht nummers. Dit allerlaatste nummer verscheen in facsimile.
De term blurb is een Engelse benaming voor een flaptekst.